# Hebbalagere, Channagiri
Hebbalagere là một làng thuộc tehsil Channagiri, huyện Davanagere, bang Karnataka, Ấn Độ.